# 保罗·金特罗斯
保罗·金特罗斯（西班牙語：Paolo Quinteros，1979年1月15日—），阿根廷男子篮球运动员。他曾代表阿根廷国家队参加2008年夏季奥林匹克运动会篮球比赛，获得一枚铜牌。他也曾出战2003年泛美运动会篮球比赛。